# Crespi d'Adda
Crespi d'Adda is een plaats in de Italiaanse gemeente Capriate San Gervasio, provincie Bergamo. De plaats is gelegen aan de linkeroever van de Adda. Het is gebouwd in opdracht van Cristoforo Benigno Crespi door de architect Ernesto Pirovano (1866-1934).
Crespi, een textielfabrikant uit Busto Arsizio, had in 1869 grond gekocht in het dal tussen de rivieren Brembo en Adda en bouwde er een katoenmolen en, vanaf 1877, een tuindorp als een 'voorbeeld'-dorp voor arbeiders. De bouw werd vanaf 1889 voortgezet door zijn zoon en opvolger Sylvio Benigno Crespi. Hij liet in 1906 een elektriciteitscentrale bouwen, waardoor Crespi d'Adda het eerste dorp in Italië werd met elektrisch licht. Er kwamen ook andere voorzieningen, zoals een kerk, een medische post, een brandweergarage, een theatertje en een washuis.
In de jaren '70 werd het meeste onroerend goed verkocht aan particulieren en in 2004 sloot de textielfabriek. Ze werd in 2013 verkocht aan Antonio Percassi, die er het hoofdkwartier van zijn bedrijf wilde vestigen.

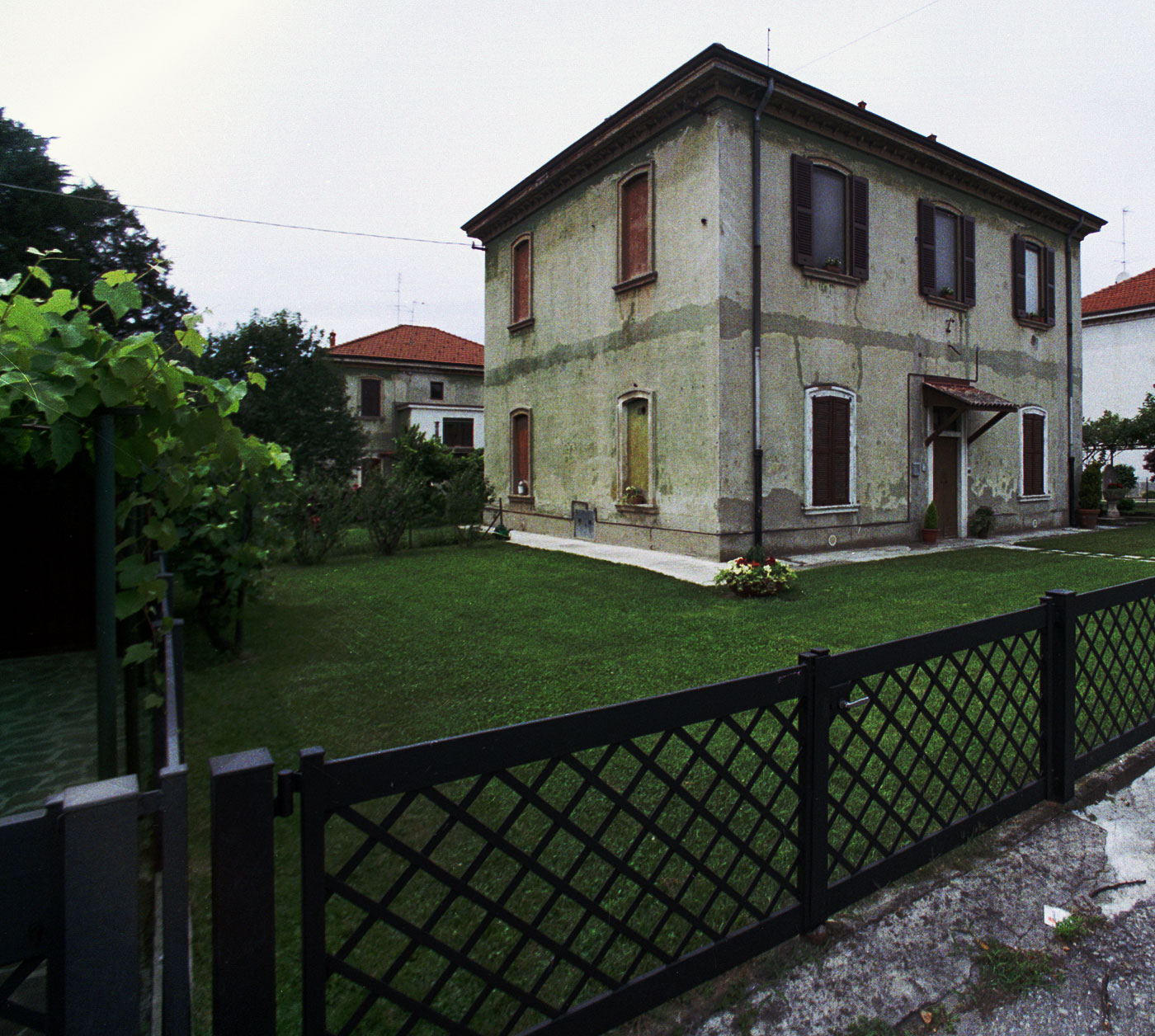
Een typische arbeiderswoning

Crespi d'Adda werd in 1995 op de werelderfgoedlijst gezet.